# Central Bank Gold Agreement
Die Central Bank Gold Agreements I - IV sind internationale Abkommen zwischen den Zentralbanken einer Reihe von Nationen, die zum Ziel haben, den Wert der Goldreserven zu stabilisieren. 

## Hintergründe
Anfang des 21. Jahrhunderts verschlechterte sich die wirtschaftliche Lage in den USA und diese begann Geld auszuschütten, das durch Staatsanleihen gedeckt wurde und so eine steigende Staatsverschuldung nach sich zog. Dadurch sank der Wert des Dollars gegenüber anderen Währungen. Dies hätte einen Goldpreisanstieg zur Folge haben und den Dollar um sein Ansehen im Weltwährungssystem bringen können. Um dies zu verhindern wurden die Abkommen abgeschlossen, die eine kontrollierte Aufrechterhaltung des unterbewerteten Goldpreises vorsahen.

## CBGA I
Das erste Abkommen von Washington wurde am 26. September 1999 von der Europäischen Zentralbank (EZB) und den Zentralbanken Englands, Deutschlands und der Schweiz, der Niederlande, Schwedens, Belgiens, Irlands, Österreichs, Spaniens, Frankreichs, Italiens, Portugals, Finnlands und Luxemburgs unterzeichnet. Dem ersten Abkommen von Washington schlossen sich mit Südafrika und Australien informell auch die wichtigsten Goldproduzenten der Welt an. Man verpflichtete sich in den folgenden fünf Jahren insgesamt höchstens 400 Tonnen Gold pro Jahr an den Markt zu bringen und so zur Stabilisierung des Goldmarktes beizutragen. Durch das Abkommen wurde gleichzeitig auch das Volumen von Krediten in Gold eingeschränkt, das die Zentralbanken an die Goldminen-Unternehmen bereitstellten. Dies führte dazu, dass Goldminenunternehmen als eigenständige Verkäufer an den Markt kommen konnten.

## CGBA II
Das zweite Abkommen wurde im März 2004 unterzeichnet und trat Ende September 2004 in Kraft. Das jährliche Volumen der Goldverkäufe wurde darin für jedes Land auf 500 t pro Jahr und 2500 t innerhalb von fünf Jahren begrenzt.

## CBGA III
Die Unterzeichner des dritten Central Bank Gold Agreement (CBGA III) mit Wirkung ab 27. September 2009 sind:
1. Belgische Nationalbank
2. Deutsche Bundesbank
3. Irische Zentralbank
4. Bank von Griechenland
5. Bank von Spanien
6. Bank von Frankreich
7. Italienische Zentralbank
8. Zentralbank Zypern
9. Zentralbank von Luxemburg
10. Bank Ċentrali ta’ Malta
11. Zentralbank der Niederlande
12. Oesterreichische Nationalbank
13. Banco de Portugal
14. Bank von Slowenien
15. Nationalbank der Slowakei
16. Suomen Pankki – Finlands Bank
17. Schwedische Reichsbank
18. Schweizerische Nationalbank

Die Unterzeichner verpflichteten sich im CBGA III, zusammen nicht mehr als 400 t Gold pro Jahr zu veräußern. Das gesamte 5 Jahres-Verkaufsvolumen der Unterzeichner wird 2.000 t nicht überschreiten.

## CBGA IV
Im Mai 2014 wurde von der Europäischen Zentralbank und 20 anderen europäischen Zentralbanken das vierten Abkommen unterzeichnet, das am 27. September 2014 in Kraft trat und fünf Jahre lang bis 2019 galt. Zu den Unterzeichnern des Abkommens zählen die EZB und die Zentralbanken Deutschlands, Belgiens, Estlands, Irlands, Griechenlands, Spaniens, Frankreichs, Italiens, Zyperns, Lettlands, Luxemburgs, Maltas, der Niederlande, von Österreich, Portugal, Slowenien, der Slowakei, Finnland, Schweden und der Schweiz. Sie verpflichteten sich, ihre Transaktionen zu koordinieren und dabei keine großen Mengen des Metalls zu verkaufen. In diesem Abkommen wurde Gold wurde zum ersten Mal nach der offiziellen Demonetarisierung wieder zum bedeutsamen Element der globalen Währungsreserven erklärt.

## Ende der Verträge
Das vierte Abkommen lief am 26. September 2019 aus und wurde nicht verlängert. Die Unterzeichner des vierten Goldabkommens der Zentralbanken sahen keine Notwendigkeit mehr für ein formelles Abkommen, da sich der Markt entwickelt hatte und gereift war. Dennoch bestätigten die unterzeichnenden Zentralbanken, dass Gold nach wie vor ein wichtiger Bestandteil der weltweiten Währungsreserven ist und keine von ihnen derzeit plant, größere Mengen Gold zu verkaufen.